# Wohn- und Wirtschaftsgebäude Eitzendorf 25

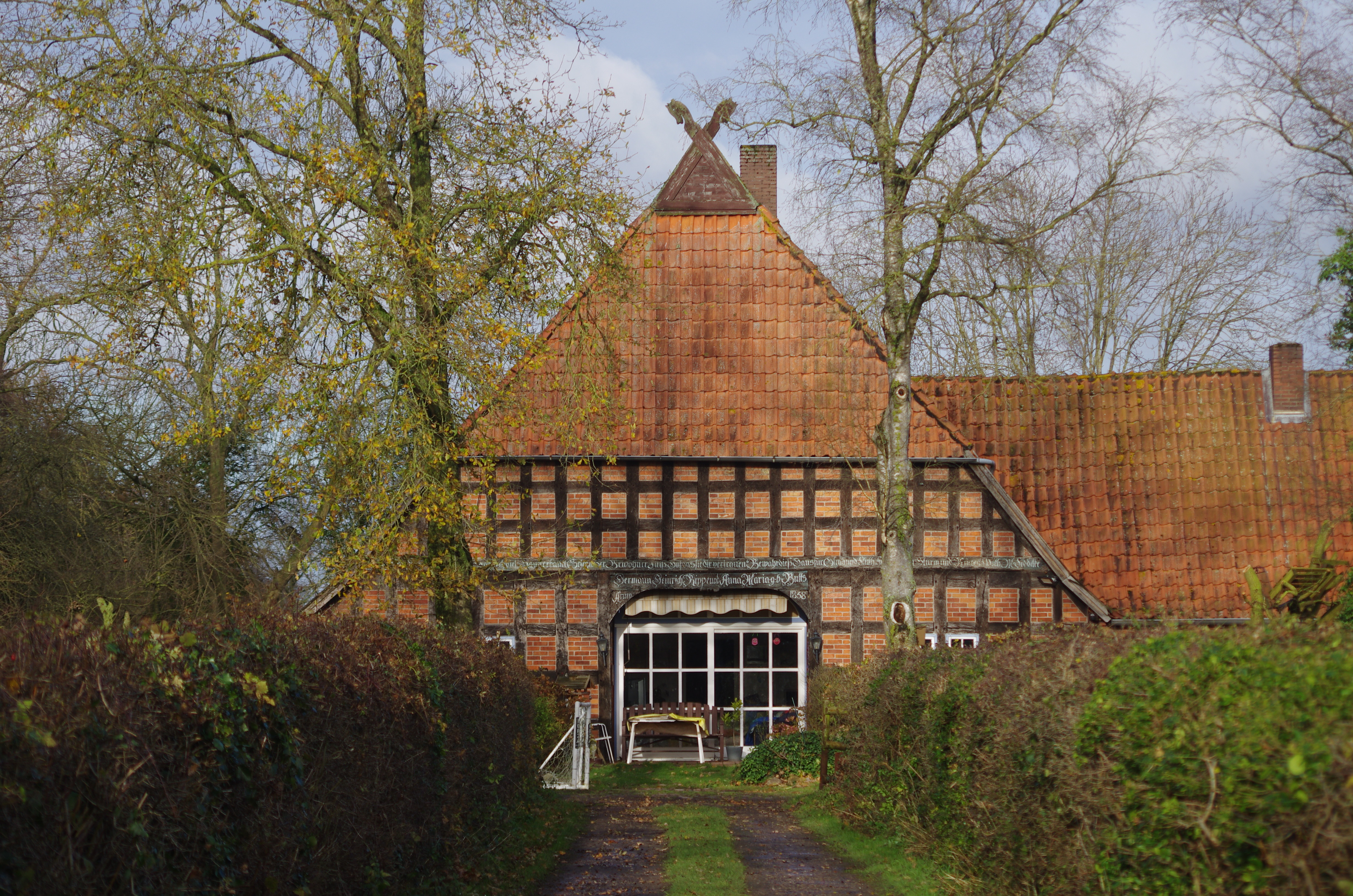
Wohn-Wirtschaftsgebäude, Eitzendorf 25

Das Wohn- und Wirtschaftsgebäude Eitzendorf 25 in Hilgermissen-Eitzendorf in der niedersächsischen Samtgemeinde Grafschaft Hoya stammt vom 19. Jahrhundert.
Aktuell (2023) wird es als Wohnhaus genutzt.
Das Gebäude steht unter Denkmalschutz (siehe auch Liste der Baudenkmale in Hilgermissen).

## Beschreibung
Das eingeschossige giebelständige Hallenhaus in Fachwerk mit Steinausfachungen sowie mit Krüppelwalmdach, Niedersachsengiebel mit Uhlenloch und niedersächsischen Pferdeköpfen wurde 1838 für Hermann Heinrich Rippe und Frau (Inschrift über der Grooten Door) gebaut.
Die Hofanlage besteht aus drei weiteren nicht denkmalgeschützten Gebäuden. Das Haupthaus wurde zum Wohnhaus umgebaut.
Das Landesdenkmalamt befand: „… geschichtliche Bedeutung … durch beispielhafte Ausprägung eines niederdeutschen Hallenhauses …“